# Ull

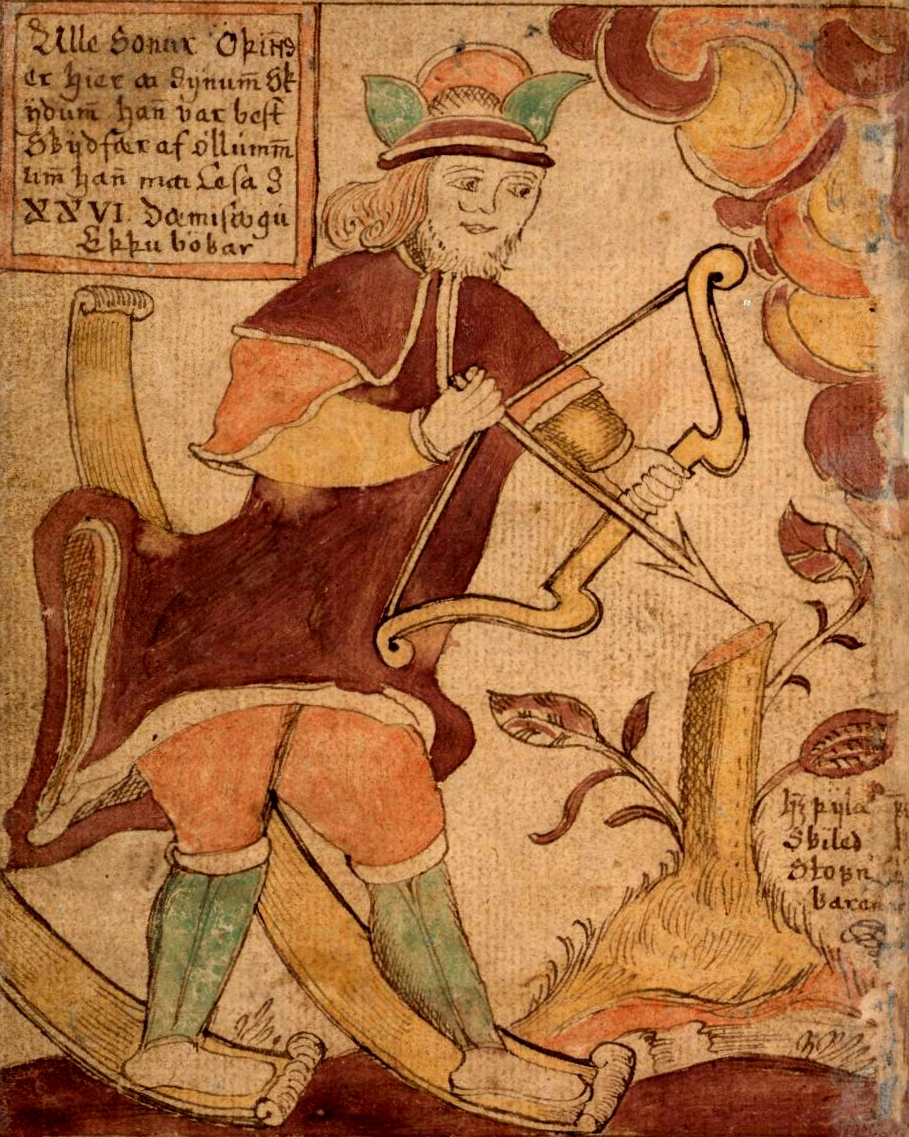
Ull na ilustraci z 18. století

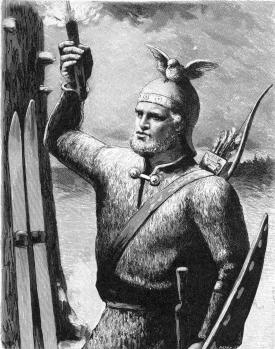
Ull od Frederika Sander'se 1893

Ull je severský bůh, syn Sif, jeho otčímem je Thór. Pravděpodobným otcem je Ódin. Je to vynikající lučištník a lyžař a nikdo se s ním v těchto disciplínách nemůže měřit. Jeho jméno znamená „Sláva“, nazýván je též Ásem štítu. Je krásný a má všechny přednosti bojovníka. Byl vzýván při soubojích, které měly být otázkou čestné. Vystupuje jako ochránce spravedlnosti a strážce přísah, které se skládaly při Ullově prstenu. Ull byl také bohem bohaté sklizně. Své sídlo má v Ydaliru („Tisové údolí“) a jeho posvátnou zbraní je luk.